# Ziarnojadek cynamonowy
Ziarnojadek cynamonowy (Sporophila bouvreuil) – gatunek małego ptaka z rodziny tanagrowatych (Thraupidae). Jeden z mniejszych gatunków ziarnojadków występujących we wschodniej Ameryce Południowej. Nie jest zagrożony.

## Systematyka
Gatunek ten jako pierwszy opisał Philipp Ludwig Statius Müller w 1776 roku, nadając mu nazwę Loxia bouvreuil. Holotyp pochodził ze stanu Bahia w Brazylii. Obecnie (2021) takson ten umieszczany jest w rodzaju Sporophila. Współcześnie uznawany jest za gatunek monotypowy, choć dawniej wyróżniano nawet 4 podgatunki – saturata i crypta zsynonimizowano z podgatunkiem nominatywnym, a pileata jest obecnie traktowany jako odrębny gatunek – ziarnojadek melodyjny (Sporophila pileata).

## Morfologia
Mały ptak o przysadzistym, zaokrąglonym dziobie koloru czarnoszarego, charakterystycznym dla tego rodzaju. Samce mają czarną głowę do linii oka, większość skrzydeł, ogon i nogi czarne. Gardło, pierś, brzuch, podbrzusze i grzbiet w kolorze cynamonowym. Tęczówki ciemnobrązowe z czarną powieką górną i cynamonową dolną. Samce mają niewielką białą plamkę na skrzydłach. Samica jest piaskowobrązowa, z nieco jaśniejszym brzuchem i czarniawymi skrzydłami, z brązowymi obrzeżami lotek. Samica jest mniej kontrastowo ubarwiona w odcieniach od oliwkowo-brązowego na grzbiecie do ochrowo-żółtego na piersi i bokach, do białawego na brzuchu. Skrzydła ciemnooliwkowe z białą plamką na środku. Młode ptaki są podobne do samicy. Długość ciała 9,5–10 cm, masa ciała około 9 g.

## Zasięg występowania
Ziarnojadek cynamonowy występuje w południowym Surinamie i Gujanie Francuskiej; we wschodniej Brazylii występuje od ujścia rzeki Amazonki i od stanu Maranhão na wschód do stanu Rio Grande do Norte, na południe do południowej części stanu Mato Grosso, południowej części stanu Goiás, w północno-wschodniej części stanu São Paulo i w stanie Rio de Janeiro (odnotowany również w północno-zachodniej części Mato Grosso, w północnej części stanu Rondônia i południowo-wschodniej części stanu Amazonas). Ziarnojadek cynamonowy występuje na wysokości do 1100 m n.p.m. (część źródeł podaje inne wartości – do około 600 m w sezonie lęgowym). Jest gatunkiem osiadłym w większości zasięgu.

## Ekologia
Jego głównym habitatem są otwarte przestrzenie, sawanny z wysokimi trawami. Żywi się głównie ziarnami traw, które wyjada bezpośrednio z kłosów, ale także podejmuje z ziemi. Poza sezonem lęgowym spotykany jest w stadach z innymi ziarnojadkami np. ziarnojadkiem dwuobrożnym, a nawet z ptakami z innego rodzaju np. polniczką. W okresie lęgowym ziarnojadki cynamonowe mają od 2 do 4 lęgów, w których samica składa 2–3 jaja. Okres inkubacji to około 13 dni.

## Status i ochrona
W Czerwonej księdze gatunków zagrożonych IUCN ziarnojadek cynamonowy jest klasyfikowany jako gatunek najmniejszej troski (LC, Least Concern). Liczebność populacji nie została oszacowana, ale ptak ten opisywany jest jako niezbyt pospolity i występujący plamowo (uncommon and patchily distributed). Zasięg jego występowania według szacunków BirdLife International obejmuje około 6,6 mln km². Organizacja BirdLife International uważa, że populacja zmniejsza się ze względu na utratę i degradację naturalnych siedlisk spowodowaną nadmiernym wypasem bydła i wypalaniem traw.